# تماشاخانه لونت-فونتن
تماشاخانه لونت-فونتن (انگلیسی: Lunt-Fontanne Theatre) یک سالن تئاتر متعلق به سازمان نیدرلاندر در شهر نیویورک، آمریکا است.
این تئاتر که در سال ۱۹۱۰ تأسیس شده در منطقه تئاتر برادوی قرار دارد و دارای ۱٬۵۰۹ نفر ظرفیت است.

## نگارخانه

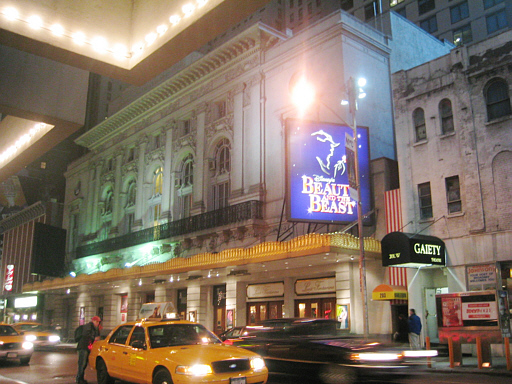
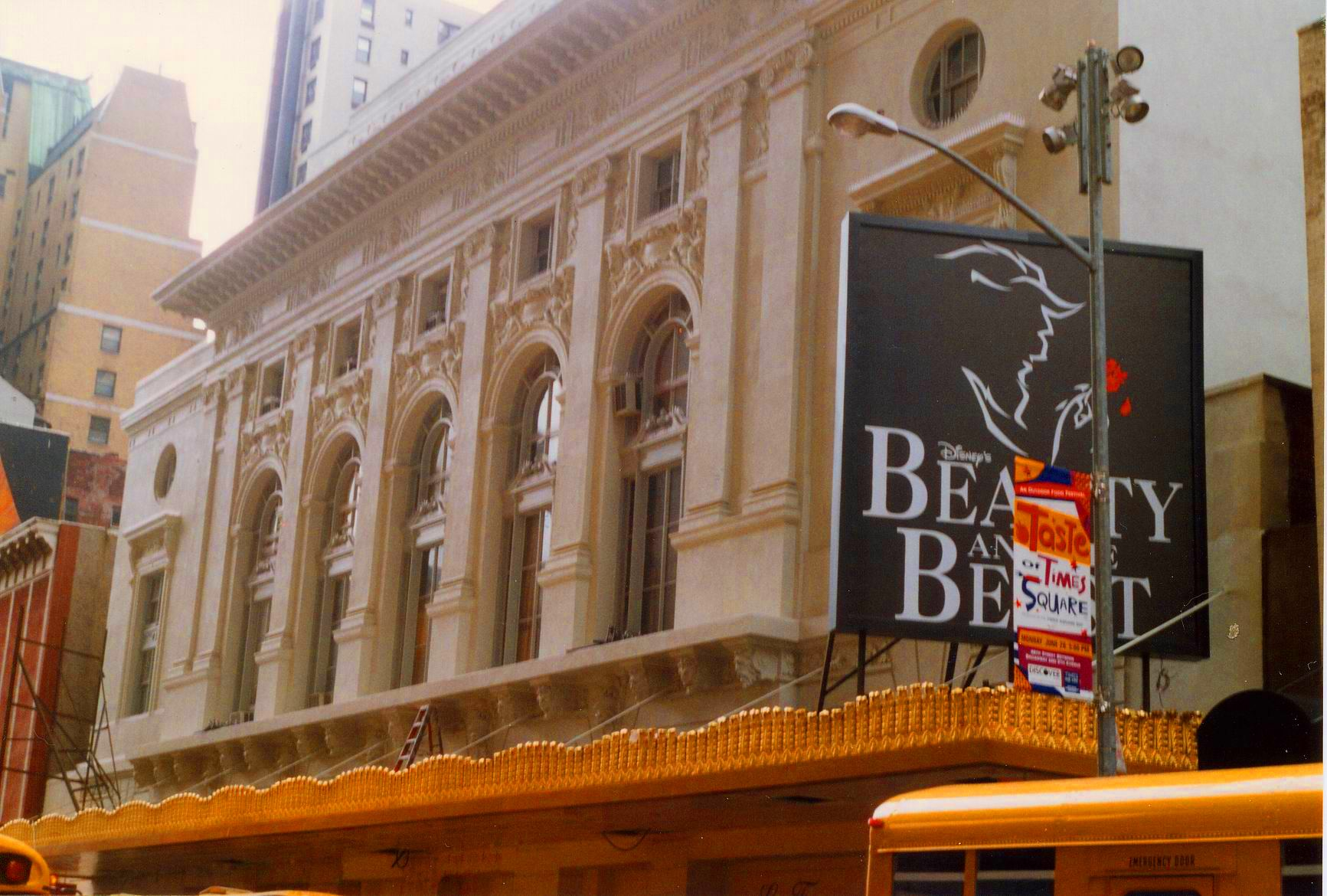